# هينو (طوكيو)
مدينة هينو (باليابانية: 日野市 هينو-شي) هي مدينة تقع في طوكيو، اليابان.
في عام 2003، وصل التعداد السكاني للمدينة إلى 171,309 نسمة والكثافة السكانية 6,222.63 نسمة في الكيلومتر مربع، والمساحة الإجمالية 27.53 كم مربع. تم تأسيس المدينة في الثالث من نوفمبر 1963. من أشهر معالم المدينة هي حديقة حيوانات تاما (باليابانية 多摩動物公園).

## تاريخ
تأسست هينو كقرية صغيرة عام 1605 على طريق كايدو. تأسيس المدينة في الثالث من نوفمبر 1963.

## حكومة محلية
عمدة هينو الحالي هو بابا هيروميتشي المستقل المدعوم من كل الأحزاب عدا الحزب الشيوعي الياباني. ويضم مجلس المدينة 26 عضواً منتخباً.

## الصناعة
يوجد في مدينة هينو معمل شركة هينو موتورز للسيارات التابع لمجموعة تويوتا وهي تنتج الحافلات وعربات نقل السيارات بشكل رئيسي.

## نقل
يمر من هينو خط تشوأو وخط كيئو للقطارات. كما يمر أيضاً خط تاما مونورايل الذي يقطع المدينة شمالاً جنوباً.

## تعليم
يوجد عدة مدارس ابتدائية وإعدادية في المدينة. كما أن مجلس تعليم محافظة طوكيو يشرف على المدارس الثانوية التالية:
- مدرسة هينو الثانوية
- مدرسة هينوداي الثانوية
- مدرسة ميناميدايرا الثانوية

## توأمة
لهينو (طوكيو) اتفاقيات توأمة مع:
- نويشتات أن در آيش

## مشاهير
- هيجيكاتا توشيزو قائد عسكري في أواخر فترة إدو.

## وصلات خارجية
- موقع مدينة هينو باللغة اليابانية